# التلة (تونس)
التلة هو موقع طبيعي يقع في محافظة القصرين جنوب غرب تونس، ويُغطي مساحة 96 هكتارًا. صُنّف كمحمية طبيعية في عام 1993.